# Laprida (partido)
Laprida (Partido de Narciso Laprida) is een partido in de Argentijnse provincie Buenos Aires. Het bestuurlijke gebied telt 9.683 inwoners. Tussen 1991 en 2001 steeg het inwoneraantal met 3,87 %.

## Plaatsen in partido Laprida
- Colonia Artalejo
- Laprida
- Las Hermanas
- Localidades
- Paragüil
- Pueblo Nuevo
- Pueblo San Jorge
- Santa Elena
- Voluntad